# チキリ
チキリとは、木製の船舶を建造する際に用いられる部材である。
部材と部材の接合部に、三角形を2つ、頂点で繋いだような部材（チキリ）を打ち込んで、部材が離れないようにする。部材と部材の接合部に打ち込まれているのが完成後も目視出来るのが特徴である。よく似た接合材に木栓（タタラ）があるが、木栓の場合は部材が接合された後には目視出来ないという欠点がある。
チキリとは、竿秤の別名で、一般的な形状のものは、支点、皿の取付け部等の一部は金属製である以外、木製の棒を主材とし、それに分銅を下げて釣り合いをとってその棒に印された目盛りを読み取って量るものである。
一説に武具の千切木（ちぎりき）は秤のチキリに似て樫の棒の先端に金具が付いており、その部分から鎖を繰り出し先端の分銅で攻撃できる機能をもち、その形状が竿秤の大型のものに似るため、この名が付いたとも云う。